# Vola vola vola - Canti popolari e canzoni
Vola vola vola - Canti popolari e canzoni  è un disco live di Ambrogio Sparagna e l'Orchestra Popolare Italiana, con la partecipazione straordinaria di Francesco De Gregori e Maria Nazionale, registrato durante il concerto del 1º ottobre 2011 all'Auditorium Parco della Musica di Roma.
L'album è uscito nel maggio 2012.

## Tracce
1. Vorrei ballare - 5:07 -  (Ambrogio Sparagna)
2. Quanno so' morto - 5:47 -  (popolare/Sparagna)
3. La ragazza e la miniera - 4:18 -  (Francesco De Gregori)
4. Ipercarmela - 4:53 -  (Francesco De Gregori)
5. Babbo in prigione - 5:18 -  (Francesco De Gregori)
6. San Lorenzo - 5:00 -  (Francesco De Gregori)
7. Noi non ci bagneremo - 4:45 -  (Scotellaro/Sparagna)
8. Santa Lucia - 4:07 -  (Francesco De Gregori)
9. Chi t'ha dipinto - 3:22 -  (popolare/Sparagna)
10. Canzone pe' Iacuruzingaru - 4:25 -  (Ambrogio Sparagna)
11. Stelutis Alpinis - 3:19 -  (De Gregori/Arturo Zardini)
12. Dormi piccola carina - 3:32 -  (Ambrogio Sparagna)
13. Volavola - 4:20 -  (Francesco De Gregori)
14. Piovere e non piovere - 4:44 -  (popolare/Sparagna)

## Formazione
- Francesco De Gregori - voce
- Maria Nazionale - voce
- Amarcanto - voce
- Ambrogio Sparagna - voce, accordion
- Antonio Vasta
- Antonello Di Matteo
- Erasmo Treglia
- Raffaello Simeoni
- Cristiano Califano
- Lucia Cremonesi
- Diego Micheli
- Valentina Ferraiuolo
- Ottavio Saviano

Il coro popolare è diretto da Anna Rita Colaianni